# Руководитель цифровой трансформации
Руководитель цифровой трансформации (РЦТ) — руководитель, отвечающий в организации за проведение цифровой трансформации (ЦТ), определяющий стратегию цифровизации. РЦТ — инициатор и проводник единой политики цифрового развития организации, обеспечивающий координацию с проектами других организаций и с государственными цифровыми платформами и проектами, например, с национальной российской программой «Цифровая экономика». Основная роль РЦТ заключается в стимулировании роста и стратегического обновления организации путем преобразования традиционных «аналоговых» процессов, основанных на документах и их обработки людьми, в «цифровые», основанные на моделях, создаваемых за счет разумной цифровизации: использования цифровых инструментов, платформ, технологий, услуг.

## Обязанности
В обязанности руководителя цифровой трансформации входит обеспечение разработки и согласования проектов цифровой трансформации организации, реализация проекта, координация структурных подразделений компании при внедрении цифровых технологий в соответствии с принципами цифровой трансформации. 
Методические материалы по цифровой трансформации государственных корпораций и компаний с государственным участием определяют что:

Руководитель по цифровой трансформации (РЦТ) — должностное лицо, ответственное за разработку и реализацию стратегии цифровой трансформации (в том числе за согласование бюджетов, формирование архитектуры и процессов работы с данными и знаниями, формирование и разработку портфеля цифровых продуктов (сервисов, услуг), создание корпоративного центра компетенций по цифровой трансформации организации, обеспечение лидерства в управлении изменениями, связанными с внедрением цифровых технологий в подразделениях организации по всем видам её деятельности, с учётом обеспечения текущих процессов функционирования организации и её системы управления
В схеме управления организацией РЦТ обычно занимает пост заместителя руководителя. Для достижения целей организации в части цифровой трансформации должен быть определён характер взаимодействия РЦТ с руководителями подразделений организации по работе с данными, стратегическому и инновационному развитию, директором по информационным технологиям, техническим директором, директором по маркетингу.
Часто ролью РЦТ наделяют заместителей руководителя организации по стратегическому развитию, по ИТ, по Маркетингу. В крупных организациях — это всегда отдельная позиция. В России в государственных компаниях и в компаниях с госучастием в соответствии с законом вводится отдельная позиция РЦТ с подчинением первому лицу, руководителю компании.
В 2021 году Министерство науки и высшего образования Российской Федерации ввело в высших учебных заведениях России должности руководителей, ответственных за цифровую трансформацию (проректоров цифровой информации)

## Задачи
- Разработка и реализация стратегии организации в сфере цифровой трансформации. Связать цифровые возможности технологий со стратегическими приоритетами организации;
- Разработка и реализация новых бизнес-моделей;
- Внедрение современных цифровых технологий в процессной и продуктовой деятельности организации. Разработать и управлять портфелем цифровых проектов. Важным условием является обеспечение централизованного управления разнородным набором цифровых инициатив в организации;
- Переход к управлению организацией и производственно-технологическими процессами на основе оперативных цифровых данных. Быть «двигателем» цифровых инноваций;
- Обеспечивать формирование цифровой культуры в организации.

## Навыки и компетенции

### Технические
- Знание технологий и навыков работы с данными;
- Базовые знания предметной области;
- Знание трендов цифровых технологий;
- Знания математических методов анализа данных;
- Навыки планирования, прогнозирования и моделирования;
- Навыки проектирования, внедрения и эксплуатации ИТ-систем.

### Управленческие
- Владение методиками управления организационными изменениями;
- Навыки управления проектами;
- Опыт создания подразделений, проектных команд;
- Опыт реструктуризации бизнес-процессов;
- Знание нормативной базы;
- Навыки коммуникации;
- Лидерские навыки.

В 2020 году правительством РФ были утверждены «Требования к кандидатам на должность заместителя руководителя федерального органа исполнительной власти, ответственного за цифровую трансформацию»

## Отличия CDTO от CIO и CDO
Часто происходит смешение понятий Руководителя по Цифровой трансформации CDTO и руководителя по информационным технологиям CIO. Это естественно, так как список навыков и компетенций практически идентичный. Отличие в целях и направленности деятельности этих руководителей.
CDTO — это постановщик задачи, способный видеть и реализовывать новые возможности для организации, и ориентированный на повышение эффективности всех процессов, как внутри организации, так и выходящие за периметр организации, если они взаимосвязаны с внутренними. CDTO работает с экосистемой в которую входит компания: формирует новые ценности в бизнес-процессах взаимодействия с клиентами, поставщиками, партнерами, конкурентами, государственными и ведомственными платформами. Деятельность CDTO ориентирована на кратное повышение эффективности деятельности организации за счет использования новых цифровых технологий в маркетинге, продажах, производстве, логистике и эксплуатации. По данным исследования 2016г 39% CDТO имеют бэкграунд в маркетинге, продажах, клиентском обслуживании, 32% - в технологиях. В цифровых технологиях широко применяются «вовне-системы» (out-systems) открытых, ориентированных на экосистему, на подключающихся агентов, на человека, неформальные, спонтанные системы, основанные на эмпатии и принципе «разрешите вам понравиться».
CIO - это в первую очередь технолог. Ключевые показатели эффективности очень часто - сокращение издержек. Ключевая задача в ограниченном бюджете выбрать и внедрить оптимально вписывающуюся в существующий ИТ-ландшафт информационную систему для оптимизации и автоматизации существующих бизнес-процессов. Информационные технологии основаны были на «внутрь-системах» (in-systems) – закрытых, ориентированных на решение отдельных задач, формальных, контролируемых и находящихся под централизованным управлением по принципу «принимай или уходи».
CDO - также по состоянию на 2019г в российской и зарубежной литературе до уровня смешения спутаны понятия:
- Chief Digital Officer, что фактически эквивалентно CDTO. См. выше.
- Chief Data Officer, что принципиально отличается от CDTO по целям, задачам, полномочиям и ответственности.

Если рассматривать CDO как Chief Data Officer (Директор по данным) то он выступает в роли ответственного за платформу управления корпоративными данными. Его ключевые задачи:
1. Управление данными, как активом компании[12]
2. Управление данными как стратегическим активом и внедрение бизнес-функции по управлению данными, качеством данных и другими средствами контроля для обеспечения целостности данных организации[13]

| CIO : ИТ-директор | CDTO : Руководитель по Цифровой Трансформации | CDO : Директор по управлению данными                                                             |
| --- | --- | ------------------------------------------------------------------------------------------------ |
| Фокус на оптимизацию текущих процессов | Создание новых бизнес процессов | Фокус на качество данных: точность, полноту, связность, а также на безопасность данных компании. |
| Фокус на внутреннюю автоматизацию, "охрана своего информационного пространства", периметральная интеграция                                         | Фокус на цифровые платформы и вовлечение в свое информационное пространство новых процессов и потоков данных, и в первую очередь внешних данных, данных экосистемы, позволяющих выстраивать новые процессы в экосистеме и оптимизировать цепочки создания ценности и управления рисками | Фокус на развитие корпоративной функции Data governance.                                         |
| Фокус на внедрение технологий для поддержки и оптимизации существующих процессов, обеспечения их надежности, информатизации и автоматизации новых. | Фокус на создание и развитие экосистем, коммуникации и вовлечение сотрудников, клиентов, партнеров, конкурентов в использование цифровых платформ | Фокус на реализацию Data Driven стратегии                                                        |
| Фокус на внутреннем клиенте | Фокус на внешнем клиенте и улучшении пользовательского опыта (user experience) | Фокус на внутреннем клиенте                                                                      |
| Сокращение расходов компании за счет внедрения новых технологий                                                                                    | Поиск и внедрение решений для новых источников доходов | Управление стоимостью данных. Предложение по монетизации данных                                  |

| Прогрессивный мыслитель | Творческий разрушитель | Адвокат потребителя | Технолог-инноватор | Универсалист |
| --- | --- | --- | --- | --- |
| Евангелист | Пионер | Миссионер | Цифровизатор | Визионер |
| Миссия: искать возможности трансформировать бизнес через цифровизацию и двигать компанию к полностью цифровой стратегии и операционной модели. Работая вместе с CEO сосредоточиться на разработке цифровой стратегии и инновациях по всему периметру компании. Приносит вдохновение и экспертизу для цифровизации. | Больше погружен в повседневные вопросы создания цифровых технологий и бизнес-решений на их основе. Может быть особенно ценен в компаниях, сталкивающихся с сильными и драматичными изменениями в результате цифровизации в отраслях, ориентированных на конечного потребителя, таких как розница. Работает вместе с CEO над увеличением выручки и прибыльности через конкурентную дифференциацию | В этом случае CDTO подчиняется CMO или директору по продажам – или даже заменяет их – будучи ориентированным на рынок и удовлетворение потребителей. Ключевая миссия для таких отраслей, как розница, банкинг или туризм, особенно в случаях, когда цифровое мышление еще не стало частью мировоззрения в маркетинге. Фокусируется на развитии удобного, вовлекающего и беспроблемного потребительского опыта во всех каналах, онлайновых и физических. | Подобно инновационным и бизнес-ориентированным CIO или CTO, этот тип CDTO продвигает использование новых цифровых технологий, таких как IoT, мобильность, социальные медиа и аналитика, для трансформации всей цепочки создания стоимости, улучшает внутреннюю эффективность и сокращает расходы. Производственные компании должны обратиться к таким CDTO с тем, чтобы оптимизировать цепочки поставок, ключевые производственные процессы и разработку новых продуктов, включая дизайн и создание прототипов - в концепции Индустрии 4.0 | Миссия : управлять всеми аспектами и всеми рычагами создания ценности в рамках полной цифровой трансформации. Это наиболее визионерский из пяти архетипов, он может преуспеть только имея сильный мандат от CEO и значительный объем операционных полномочий. Подчиняясь непосредственно CEO, универсалист реализует широкий спектр цифровых задач: разработка стратегии, создание новых бизнес-моделей, управление цифровым маркетингом и потребительским опытом, внедрение цифровых технологий, увеличение операционной эффективности и цифровизация повседневных рабочих процессов; также управляет процессами внутренних культурных изменений |